# Shigekazu Nakamura
Shigekazu Nakamura (中村 重和, Nakamura Shigekazu, Shimabara, 30 juli 1958) is een Japans voormalig voetballer die als verdediger speelde en voetbaltrainer.

## Carrière
In 1977 ging Nakamura naar de Osaka University of Commerce, waar hij in het schoolteam voetbalde. Nadat hij in 1980 afstudeerde, ging Nakamura spelen voor Mazda, de voorloper van Sanfrecce Hiroshima. Nakamura beëindigde zijn spelersloopbaan in 1991.
In 1991 startte Nakamura zijn trainerscarrière bij zijn Mazda. In augustus 2002 werd hij bij Avispa Fukuoka trainer.